# فرناندو پیمنتا
فرناندو پیمنتا (انگلیسی: Fernando Pimenta؛ زادهٔ ۱۳ اوت ۱۹۸۹) ورزشکار اهل پرتغال است.
وی در مسابقات کشوری و بین‌المللی در مجموع برندهٔ ۱۰ مدال طلا، ۱۳ مدال نقره، ۱۰ مدال برنز شده‌است.